# Poems and Ballads
Poems and Ballads – tomik wierszy angielskiego poety Algernona Charlesa Swinburne’a, opublikowany w 1866. Dla publiczności wiktoriańskiej zbiór był szokujący z powodów obyczajowych, ze względu na ujecie tematyki erotycznej. Zawiera utwory o kunsztownej budowie wersyfikacyjnej, między innymi liryki realizujące model ballady francuskiej. W tomiku znalazł się poemat Laus Veneris. Zbiorek został zadedykowany Edwardowi Burne-Jonesowi.
Zapewne najbardziej znanym utworem z tomiku Poems and Ballads jest The Garden of Prozerpine (Ogród Persefony), cytowany przez Przemysława Mroczkowskiego. Utwór charakteryzuje się typowym dla poetyki Swinburne’a użyciem wyrazistej aliteracji.

Then star nor sun shall waken,
Nor any change of light:
Nor sound of waters shaken,
Nor any sound or sight:
Nor wintry leaves nor vernal,
Nor days nor things diurnal ;
Only the sleep eternal
In an eternal night.

W tomiku zostały zamieszczone kontrowersyjne utwory Faustine i Anactoria.

## Przekłady
Wiersz Anaktoria przełożył Jan Kasprowicz. Ogród Persefony przetłumaczył Stanisław Barańczak.
Zobacz też: Dolores (Swinburne).